# Anne-Marie Alfvén-Eriksson
Anne-Marie ("Mika") Elise Alfvén-Eriksson, född 8 maj 1913 i Norrköpings Sankt Olai församling, Norrköping, död 1 september 2009 i Lunds domkyrkoförsamling, Lund, var en svensk bibliotekarie.
Hon var dotter till läkarna Johannes Alfvén och Anna-Clara Romanus. Hon gifte sig 1940 med Edov Eriksson och var mor till fysikern Mikael Eriksson och farmor till författaren Lina Wolff.
Anne-Marie Alfvén-Eriksson blev 1940 filosofie kandidat vid Stockholms högskola och examinerades 1947 från Skolöverstyrelsens biblioteksskola. Hon arbetade 1940–1943 som journalist vid Östergötlands Dagblad, 1944–1945 vid Nermans konsthall i Norrköping, 1947–1961 vid Norrköpings stadsbibliotek och var 1961–1978 bibliotekschef vid Danderyds folkbibliotek. Hon var 1971–1973 bibliotekskonsulent vid Kriminalvårdsstyrelsen och 1978–1986 doktorand i litteraturvetenskap vid Lunds universitet. Hon recenserade barnböcker i Dagens Nyheter.
Hon var 1960–1968 medlem i kommittén för Nils Holgersson-plaketten och Elsa Beskow-plaketten, 1968–1973 medlem av BTJ:s sambindningsnämnd och 1962–1968 lärare i barn- och ungdomslitteratur vid Skolöverstyrelsens biblioteksskola. Alfvén-Eriksson är begravd på Norra begravningsplatsen utanför Stockholm.